# Satoshi Miyazaki
Satoshi Miyazaki Shihan (Prefectuur Saga, 17 juni 1938 - Brussel, 31 mei 1993) was een gerenommeerd karate-instructeur en beoefenaar van het Shotokan-karate. 

## Jeugd
Satoshi Miyazaki werd geboren op 17 juni 1938 in een klein dorp in de prefectuur Saga, gelegen in het noordwesten van het eiland Kyushu, Japan. Als adolescent raakte hij geïnteresseerd in vechtsporten, waarbij zijn eerste aandacht uitging naar judo. Al snel richtte hij zich echter op karate, dat hem diep fascineerde. Hij begon zijn training in het Gōjū-ryū-karate, een traditionele stijl met sterke Sino-Okinawaanse invloeden. Aan het einde van zijn middelbare schoolopleiding behaalde hij zijn zwarte band onder leiding van meester Mahatokai.

## Universitaire opleiding
In 1958 werd Miyazaki opgemerkt door de Japan Karate Association (JKA), die hem financieel ondersteunde om te studeren aan de Takushoku-universiteit in Tokio. Daar maakte hij deel uit van het karate-team en werd hij persoonlijk getraind door meester Masatoshi Nakayama, de oprichter van de JKA. Ondanks de intensieve trainingen ’s ochtends, ’s middags en ’s avonds slaagde hij erin een diploma in economische wetenschappen te behalen.
Tijdens zijn universitaire jaren begon Miyazaki met het leren van Shotokan-karate, een moderne karatestijl opgericht door meester Gichin Funakoshi. Hij begon opnieuw als witte band en herstartte zijn training vanaf het begin. Hij trainde samen met andere talentvolle karateka's zoals Asano, Kisaka, Ochi en Tabata. Samen wonnen ze het Japanse kampioenschap voor teams. Individueel behoorde Miyazaki steevast tot de top van het klassement.
Na zijn afstuderen in de vroege jaren zestig sloot Miyazaki zich aan bij de JKA als instructeur. Ook toen koos hij ervoor om symbolisch opnieuw te beginnen met een witte band.

## Activiteiten in België
Eind 1967 werd meester Miyazaki door de JKA naar Europa gestuurd, samen met andere meesters zoals Enoeda, Shirai, Kase en Kanazawa, om het Shotokan-karate te promoten. Hij werd hoofd-instructeur voor België. Zijn toewijding bleek uit de vele uren die hij per trein doorbracht om de kwaliteit van het werk in verschillende clubs door het hele land te superviseren. Soms kwam hij pas laat op de avond thuis.
Als afgestudeerde van de Takushoku-universiteit en technisch directeur van de Belgian Amateur Karate Federation (BAKF) reisde Miyazaki ook door heel Europa om deel te nemen aan talloze stages. Hoewel andere grootmeesters vaak in de schijnwerpers stonden, bleef Miyazaki, met zijn bescheiden en ingetogen uitstraling, op de achtergrond. Toch was hij een geduchte tegenstander, dankzij zijn uitzonderlijke anticipatievermogen, zelfs tegen grotere, zwaardere of krachtigere tegenstanders.
Degenen die hem kenden, beschouwden meester Miyazaki als de belichaming van de vijf essentiële eigenschappen van een karateka: bescheidenheid, eerlijkheid, beleefdheid, moed en zelfbeheersing. Daarnaast stond hij bekend om zijn grote generositeit, waarbij hij bijvoorbeeld niet aarzelde om het nationale team met eigen middelen te financieren.
Zijn onderwijsmethode was streng en intensief. Miyazaki hechtte veel waarde aan kihon (basisbewegingen) en liet zijn leerlingen bewegingen eindeloos herhalen. Hij benadrukte de precisie van techniek en de details van elke beweging. Voor hem waren opvoeding en karate onlosmakelijk met elkaar verbonden. Zijn favoriete kata’s waren Hangetsu en Sochin.
Aan het einde van de jaren zeventig en het begin van de jaren tachtig waren er in België twee prominente karatestijlen: Wado Ryu en Shotokan. Wat betreft Shotokan-karate genoot Miyazaki een enorme reputatie. Instructeurs uit die tijd koesterden een diepe bewondering voor de meester, die speciaal uit Japan was gekomen om hen een eerlijke, directe en loyale kunst bij te brengen.

## Overlijden
Satoshi Miyazaki overleed op 31 mei 1993 op 55-jarige leeftijd na een lange ziekte. Op vrijdag 4 juni 1993 werd een laatste eerbetoon gebracht in zijn dojo, in aanwezigheid van zijn familie uit Japan, zijn echtgenote, zijn kinderen en diverse grootmeesters die getroffen waren door het verlies van een van hun meest gewaardeerde collega’s.

## Opvolging
Na de dood van Satoshi Miyazaki in 1993 werd zoals hij gewenst had, zijn leerling Sergio Gneo sensei, toen 7de dan JKA, als eerste niet-Japanner benoemd tot JKA technisch directeur van België en hoofdinspecteur van de Belgian Amateur Karate Federation (BAKF). Hij werd in deze taak bijgestaan door de Japanner Kazuhiro Sawada sensei, 7de Dan JKA en nationaal instructeur.

## Miyazaki cup
Sinds de jaren 90 van de vorige eeuw wordt jaarlijks de Miyazaki cup uitgereikt. Dit is een trofee voor de meest complete karateka van België. Aanvankelijk ging deze trofee naar de karateka die de beste resultaten behaalde in zowel kata als kumite op het Belgisch kampioenschap JKA Karate. Sinds COVID-19 wordt deze trofee uitgereikt tijdens een apart tornooi waarvoor de 8 best presterende karateka's bij de dames en heren worden uitgenodigd om het tegen elkaar op te nemen in kata en kumite. Enkel wie in beide disciplines excelleert kan de Miyazaki cup winnen.